# Pingding Yanzhu
Pingding Yanzhu (chinesisch 平顶岩柱 ‚Abgeflachte Felsensäulen‘) sind zwei bis zu 146 m hohe Felsvorsprünge auf King George Island im Archipel der Südlichen Shetlandinseln. Sie ragen auf der Flat Top Peninsula auf, einem Seitenarm der Fildes-Halbinsel.
Chinesische Wissenschaftler benannten die Gruppe 1986.